# Гран-Пре
Гран-Пре — историко-культурный парк в канадской провинции Новая Шотландия, на территории бывшей французской провинции Акадия.
Территория для строительства парка была выкуплена в 1907 году, само строительство началось в 1922. Парк был создан как мемориальный, в память о депортации акадцев, живших здесь в период с 1682 по 1755 год. Он включает в себя мемориальные здания, статуи, выставку археологических находок и другие объекты, связанные с жизнью акадцев. В Национальный реестр исторических мест Канады включён в 1955 году, в 2012 году включён в список Всемирного наследия ЮНЕСКО.

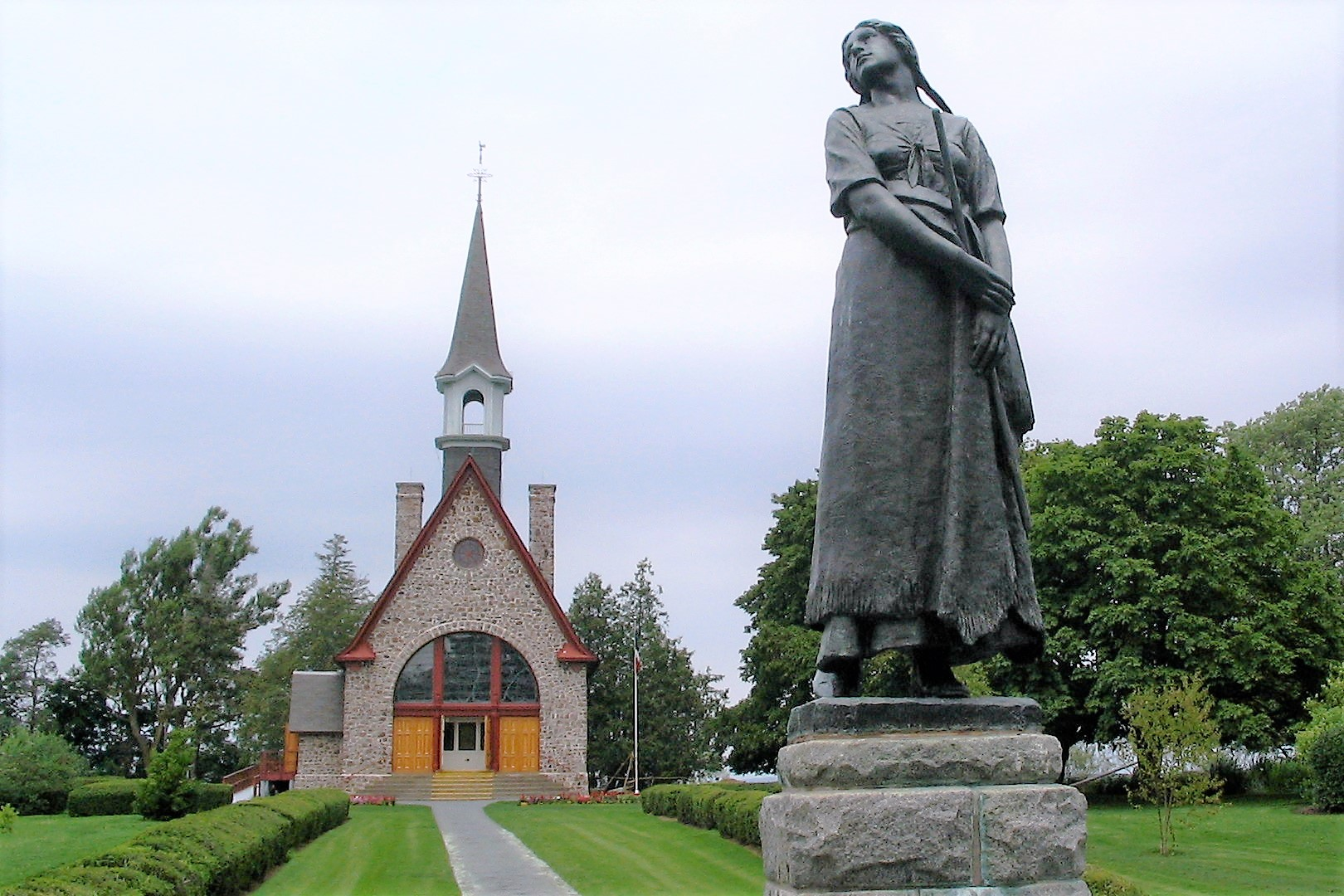
Мемориальная церковь и памятник Евангелине (героине эпической поэмы Генри Лонгфелло)
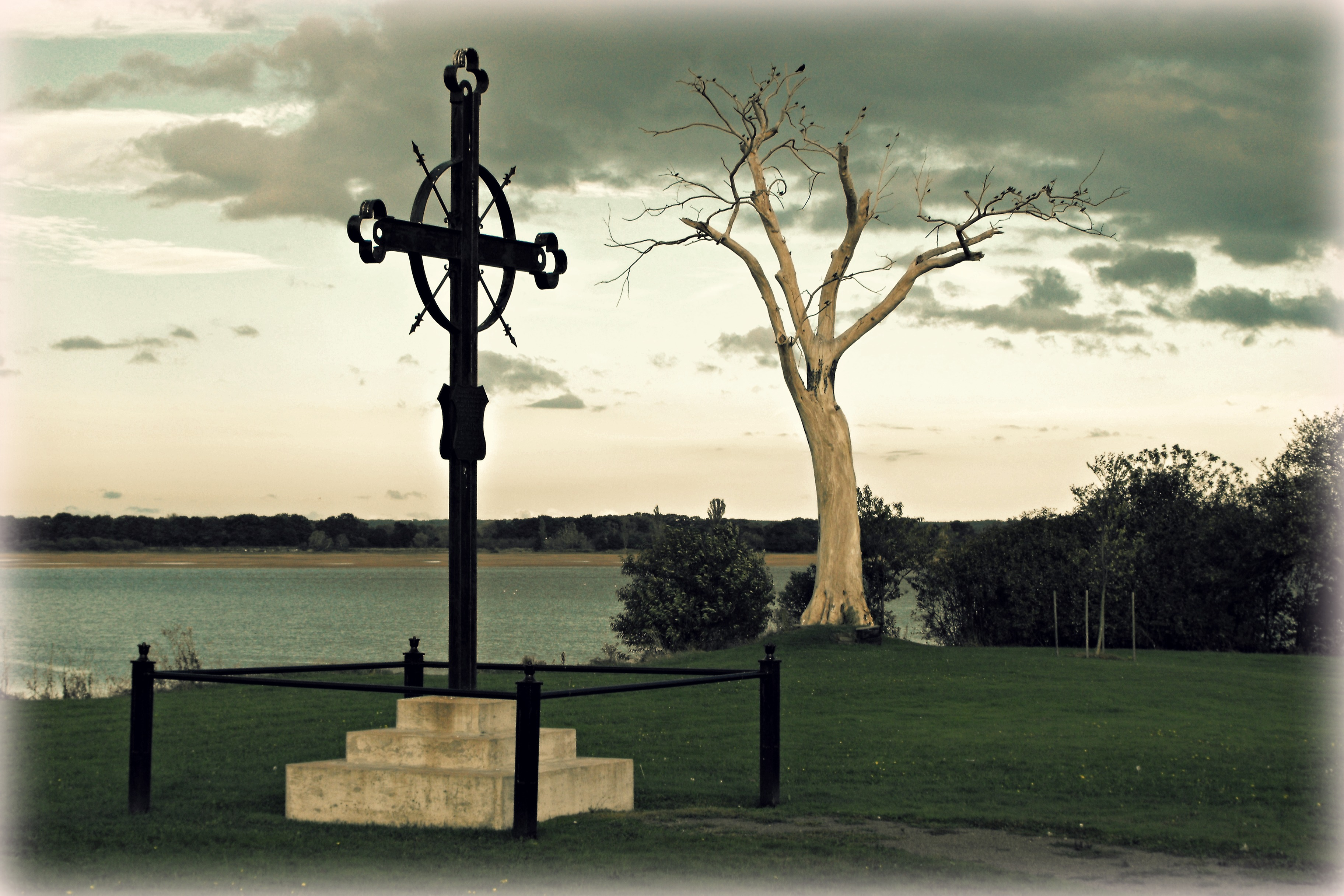
Крест в память о депортации